# Habromys
Габроміс (Habromys) — рід гризунів, що належить до родини Хом'якові (Cricetidae). 

## Опис
Рід тісно пов'язаний з Peromyscus. Хутро цих тварин від сіро-коричневого до темно-коричневого кольору зверху, живіт і ноги білі. Досягає довжини голови й тіла від 8 до 14 сантиметрів; хвіст завдовжки 9-15 см. Від Peromyscus цей рід відрізняється більш короткою пенісовою кісткою та іншими деталями в репродуктивному тракті.

## Поширення
Тварини цього роду живуть в основному в південній частині Мексики, тільки один вид, H. lophurus — на Сальвадорі. Їх місце існування ліс в середніх та вищих височинах.